# Kanton Vitry-le-François-Ouest
Vitry-le-François-Ouest is een voormalig kanton van het Franse departement Marne. Het kanton maakte deel uit van het arrondissement Vitry-le-François.
Het werd opgeheven bij decreet van 21 februari 2014 met uitwerking in maart 2015.

## Gemeenten
Het kanton Vitry-le-François-Ouest omvatte de volgende gemeenten:
- Blacy
- Courdemanges
- Drouilly
- Glannes
- Huiron
- Loisy-sur-Marne
- Maisons-en-Champagne
- Pringy
- Songy
- Vitry-le-François (deels, hoofdplaats)